# جائزة موناكو الكبرى 1959
جائزة موناكو الكبرى 1959 هو سباق فورمولا 1 أقيم بتاريخ 10 مايو 1959 في حلبة موناكو، مونت كارلو. كان الأول من أصل 9 في بطولة العالم لسباقات الفورمولا واحد موسم 1959. حلّ الأسترالي جاك برابهام أولا بينما حلّ توني بروكس في المركز الثاني.